# Deutschfeistritz
Deutschfeistritz ist eine Marktgemeinde mit 4432 Einwohnern (Stand 1. Jänner 2025) in der Steiermark in Österreich. Sie liegt im Norden des Bezirks Graz-Umgebung und Gerichtsbezirk Graz-West an der Mur.
Am 1. Jänner 2015 wurde im Rahmen der steiermärkischen Gemeindestrukturreform die vormals eigenständige Gemeinde Großstübing eingemeindet.

## Geografie

### Geografische Lage
Deutschfeistritz liegt etwa 15 km nördlich der Landeshauptstadt Graz im Mittleren Murtal an der Mündung des Übelbachs in die Mur – und nicht, wie der Name vermuten lassen könnte, an der Feistritz. Die Gemeinde ist von der Nachbargemeinde Peggau auf der linken Seite der Mur nur durch den Fluss getrennt. Im Gemeindegebiet liegen die Gipfel Schartnerkogel, Gamskogel und Pfaffenkogel.

### Gemeindegliederung
Das Gemeindegebiet umfasst folgende neun Ortschaften (in Klammern Einwohnerzahl Stand 1. Jänner 2025):
- Arzwaldgraben (37)
- Deutschfeistritz (2399)
- Großstübing (344) samt Bergwerk, Großstübing-Zerstreute Häuser, Hundsdorf, Kollmanngraben, Krienzgraben und Wartkogel
- Himberg (41)
- Kleinstübing (802) samt Dielach und SOS-Kinderdorf Kleinstübing
- Königgraben (171)
- Prenning (312) samt Eichberg und Zitoll
- Stübinggraben (99) samt Walchergraben
- Waldstein (227)

Die Gemeinde besteht aus den Katastralgemeinden Deutschfeistritz, Großstübing, Kleinstübing, Königgraben, Prenning, Stübinggraben und Waldstein.

### Eingemeindungen
Im Zuge der steirischen Gemeindestrukturreform wurde die Gemeinde Deutschfeistritz am 1. Jänner 2015 mit der Gemeinde Großstübing fusioniert.

### Nachbargemeinden
| Übelbach            | Frohnleiten                                 | Peggau   |
| Gratwein-Straßengel | Kompassrose, die auf Nachbargemeinden zeigt | Peggau   |
|                     | Gratwein-Straßengel                         | Gratkorn |

## Geschichte
Der Ortsname geht auf urslawisch *Bystrica (Wildbach, Bach mit klarem Wasser) zurück. Der Name Deutschfeistritz entstand, um sich von Slovenska Bistrica (deutsch: Windisch-Feistritz) zu unterscheiden, einer Kleinstadt und Gemeinde in Slowenien.
Bei Deutschfeistritz befand sich ein Bergwerk, in dem hauptsächlich Blei und Zink abgebaut wurden. 1765 war sein erfolgreichstes Jahr mit 116 kg Silber, circa 22 Tonnen Blei und circa 104 Tonnen Bleiglätte. Der Bergbau wurde zu Beginn des 20. Jahrhunderts eingestellt.

### Bevölkerungsentwicklung
| Deutschfeistritz: Einwohnerzahlen von 1869 bis 2024 | Deutschfeistritz: Einwohnerzahlen von 1869 bis 2024 | Deutschfeistritz: Einwohnerzahlen von 1869 bis 2024 | Deutschfeistritz: Einwohnerzahlen von 1869 bis 2024 | Deutschfeistritz: Einwohnerzahlen von 1869 bis 2024 |
| --------------------------------------------------- | --------------------------------------------------- | --------------------------------------------------- | --------------------------------------------------- | --------------------------------------------------- |
| Jahr                                                |                                                     |                                                     |                                                     | Einwohner                                           |
| 1869                                                | 1869                                                |                                                     | 2.999                                               | 2.999                                               |
| 1880                                                | 1880                                                |                                                     | 3.095                                               | 3.095                                               |
| 1890                                                | 1890                                                |                                                     | 3.569                                               | 3.569                                               |
| 1900                                                | 1900                                                |                                                     | 3.277                                               | 3.277                                               |
| 1910                                                | 1910                                                |                                                     | 3.331                                               | 3.331                                               |
| 1923                                                | 1923                                                |                                                     | 3.691                                               | 3.691                                               |
| 1934                                                | 1934                                                |                                                     | 3.821                                               | 3.821                                               |
| 1939                                                | 1939                                                |                                                     | 3.695                                               | 3.695                                               |
| 1951                                                | 1951                                                |                                                     | 4.046                                               | 4.046                                               |
| 1961                                                | 1961                                                |                                                     | 3.859                                               | 3.859                                               |
| 1971                                                | 1971                                                |                                                     | 4.229                                               | 4.229                                               |
| 1981                                                | 1981                                                |                                                     | 4.092                                               | 4.092                                               |
| 1991                                                | 1991                                                |                                                     | 4.122                                               | 4.122                                               |
| 2001                                                | 2001                                                |                                                     | 4.218                                               | 4.218                                               |
| 2011                                                | 2011                                                |                                                     | 4.229                                               | 4.229                                               |
| 2021                                                | 2021                                                |                                                     | 4.419                                               | 4.419                                               |
| 2024                                                | 2024                                                |                                                     | 4.464                                               | 4.464                                               |
| Quelle(n): Statistik Austria, Gebietsstand 1.1.2021 |                                                     |                                                     |                                                     |                                                     |

## Kultur und Sehenswürdigkeiten
- Schloss Thinnfeld

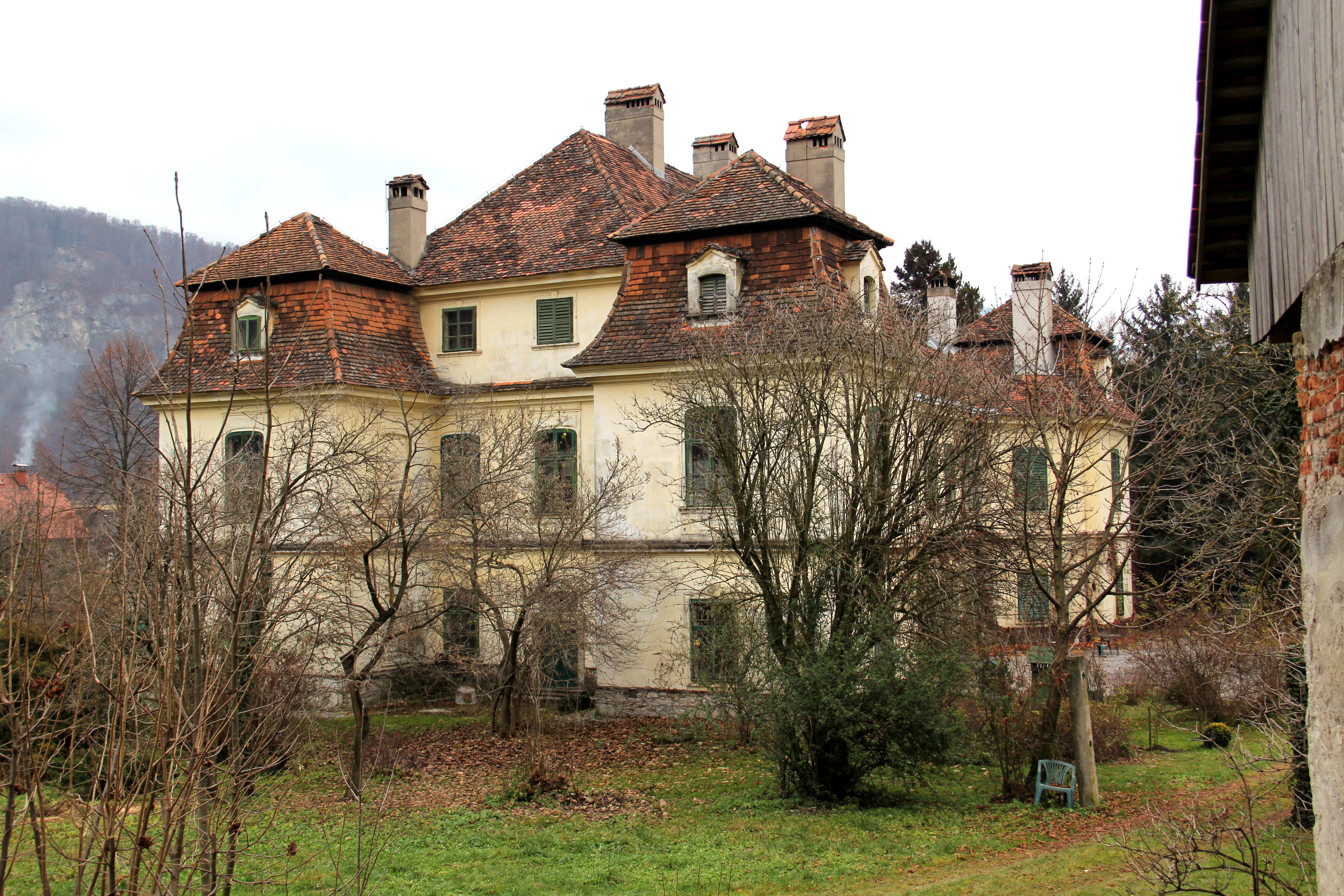
Schloss Thinnfeld

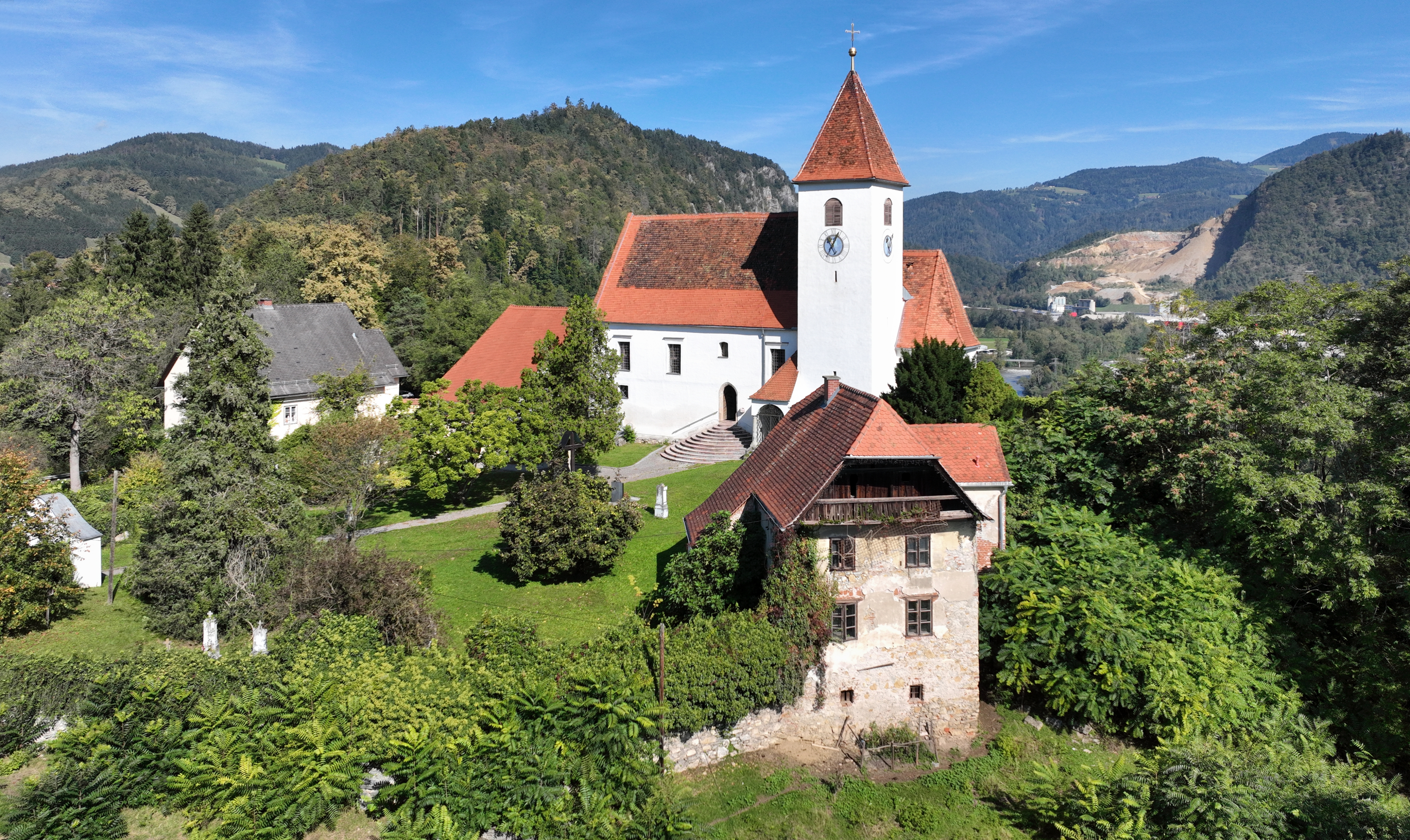
Pfarrkirche St. Martin und davor das denkmalgeschützte Mesnerhaus

- Sensenwerk Deutschfeistritz (heute Museum)

1849 von dem Hammerherrn Johann Pachernegg errichtet, wurden hier bis 1984 Sensen produziert. Zur Blütezeit verließen jährlich 60000 Sensen das Werk. Betrieben wurden die Hämmer durch sechs große Wasserräder.
Seit der Restaurierung und Revitalisierung durch den „Kulturverein Sensenwerk Deutschfeistritz“ ist ein Industriedenkmal entstanden
- Gotische Pfarrkirche St. Martin und Kirchberg

Der Kirchberg, das Wahrzeichen von Deutschfeistritz, ist eine 100 m hohe Erhebung im Ortskern nahe dem Marktplatz und der Marktmühle. Neben einem Ausblick über die in die grüne Landschaft eingebetteten Häuser bietet der Kirchberg auch zahlreiche Sportmöglichkeiten wie zum Beispiel Nordic Walking, Spazierwege, Rodelbahnen sowie Downhill-Möglichkeiten.
Wirtschaftlich wird der Kirchberg als Weidefläche für die Schafszucht bzw. Ziegenzucht des örtlichen Pfarrers genutzt.
- Österreichisches Freilichtmuseum in Kleinstübing
- Schloss Stübing (ebenso in Kleinstübing; heute Teil des SOS-Kinderdorfes)
- Schloss Waldstein und Burgruine Waldstein in Waldstein
- Der Burgruine des Hungerturms in Waldstein
- Die Burgruine der Henneburg in Prenning
- Die Ruine der römerzeitlichen Villa rustica in Kleinstübing

## Wirtschaft und Infrastruktur

### Verkehr
- Straße: Deutschfeistritz liegt an der Pyhrn Autobahn A 9 und an der Brucker Schnellstraße S 35. Die nächstgelegene Anschlussstelle befindet sich im Knoten Peggau-Deutschfeistritz (165) in drei Kilometer Entfernung. Die Pyhrn Autobahn ist auch über die Anschlussstelle Übelbach (157) in sieben Kilometern erreichbar. Die Grazer Straße B 67, die parallel zur Pyhrn Autobahn in Richtung Graz verläuft, ist ebenfalls über den Knoten Peggau-Deutschfeistritz erreichbar. Im Gemeindegebiet befinden sich im Zuge der Pyhrn Autobahn die Autobahnraststätte Deutschfeistritz und der etwa 1200 m lange Schartnerkogeltunnel.

- Eisenbahn: Deutschfeistritz besitzt eine Haltestelle an der Lokalbahn Peggau–Übelbach, die von den Steiermärkischen Landesbahnen betrieben wird. In den Ortsteilen Zitoll, Viertler/Prenning, Prenning, Waldstein und Himberg befinden sich ebenfalls Haltepunkte. Der Bahnhof Peggau-Deutschfeistritz an der Südbahn mit stündlichen Schnellbahnanschlüssen (S1) befindet sich in der Nachbargemeinde Peggau in etwa einem Kilometer Entfernung. Im drei Kilometer entfernten Kleinstübing befindet sich der einzige Bahnhof der Marktgemeinde.

- Flugverkehr: Der Flughafen Graz befindet sich in etwa 30 km Entfernung.

### Tourismusverband
Die Gemeinde bildet gemeinsam mit Peggau, Übelbach, Gratkorn und Gratwein-Straßengel den Tourismusverband „OberGraz“. Dessen Sitz ist in Deutschfeistritz. Bis März 2016 firmierten Deutschfeistritz, Peggau und Übelbach als Tourismusverband „Deutschfeistritz-Peggau-Übelbach“.

## Politik

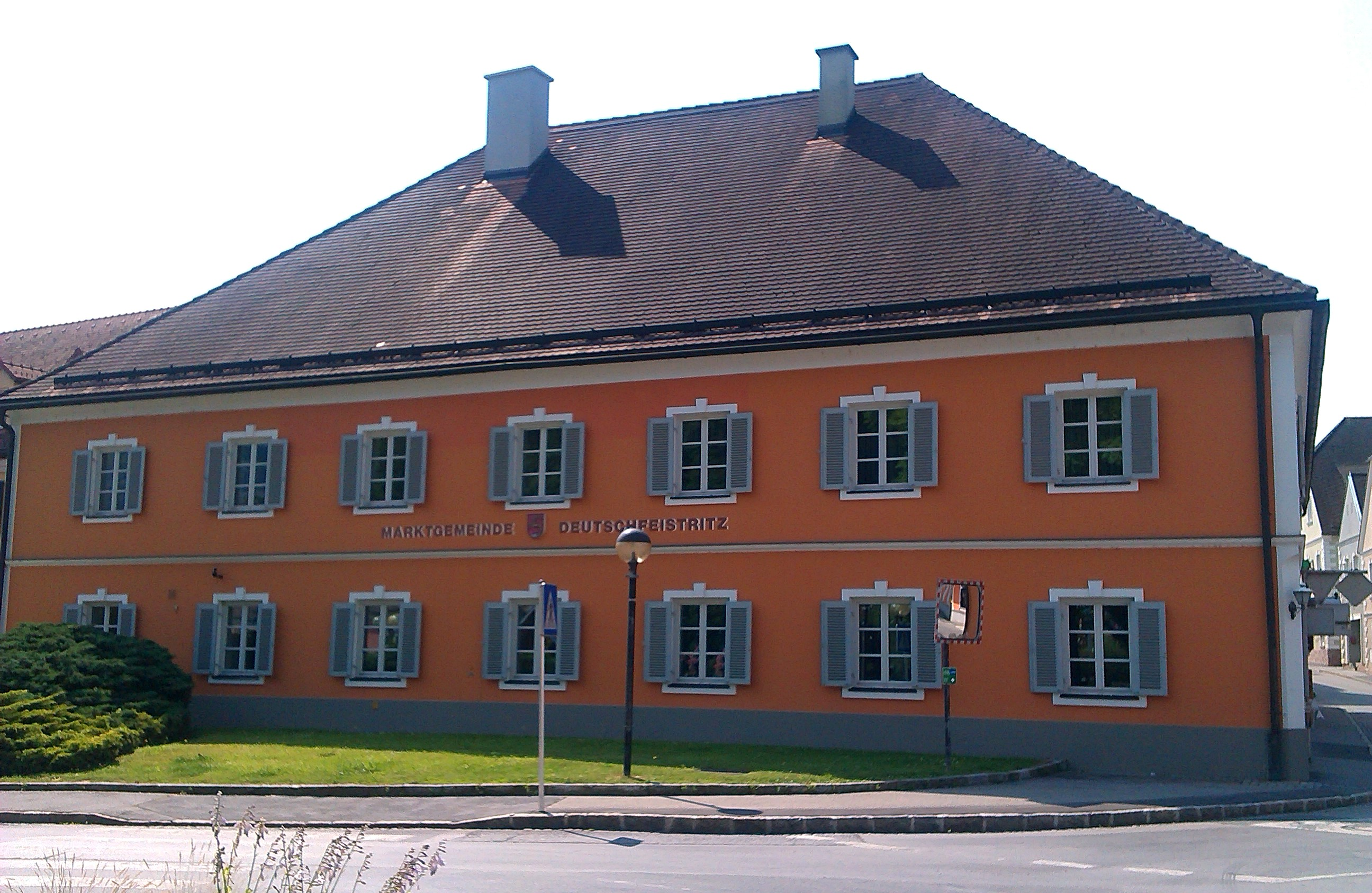
Gemeindeamt

### Gemeinderat
Der Gemeinderat hat 21 Mitglieder.
- Nach den Gemeinderatswahlen in der Steiermark 2000 hatte der Gemeinderat folgende Verteilung: 14 ÖVP, 6 SPÖ und 1 FPÖ.
- Nach den Gemeinderatswahlen in der Steiermark 2005 hatte der Gemeinderat folgende Verteilung: 14 ÖVP und 7 SPÖ.[10]
- Nach den Gemeinderatswahlen in der Steiermark 2010 hatte der Gemeinderat folgende Verteilung: 12 ÖVP, 7 SPÖ und 2 FPÖ.[11]
- Nach den Gemeinderatswahlen in der Steiermark 2015 hatte der Gemeinderat folgende Verteilung: 11 ÖVP, 5 SPÖ, 3 FPÖ, 1 GRÜNE und 1 Unabhängig.Neutral.Sozial für Deutschfeistritz.[12]
- Nach den Gemeinderatswahlen in der Steiermark 2020 hat der Gemeinderat folgende Verteilung: 12 ÖVP, 4 SPÖ, 3 FPÖ und 2 GRÜNE.[13]
- Nach den Gemeinderatswahlen in der Steiermark 2025 hat der Gemeinderat folgende Verteilung: 10 ÖVP, 5 SPÖ, 5 FPÖ und 1 GRÜNE.[14]

Tabelle:
| Partei                                                    | 2020             | 2020             | 2020             | 2015             | 2015             | 2015             | 2010             | 2010             | 2010             | 2010             | 2010             | 2010             | 2005             | 2005             | 2005             | 2005             | 2005             | 2005             | 2000             | 2000             | 2000             | 2000             | 2000             | 2000             |
| Partei                                                    |                  |                  |                  | Großgemeinde     | Großgemeinde     | Großgemeinde     | Deutschfeistritz | Deutschfeistritz | Deutschfeistritz | Großstübing      | Großstübing      | Großstübing      | Deutschfeistritz | Deutschfeistritz | Deutschfeistritz | Großstübing      | Großstübing      | Großstübing      | Deutschfeistritz | Deutschfeistritz | Deutschfeistritz | Großstübing      | Großstübing      | Großstübing      |
| Partei                                                    | Stimmen          | %                | M.               | St.              | %                | M.               | St.              | %                | M.               | St.              | %                | M.               | St.              | %                | M.               | St.              | %                | M.               | St.              | %                | M.               | St.              | %                | M.               |
| --------------------------------------------------------- | ---------------- | ---------------- | ---------------- | ---------------- | ---------------- | ---------------- | ---------------- | ---------------- | ---------------- | ---------------- | ---------------- | ---------------- | ---------------- | ---------------- | ---------------- | ---------------- | ---------------- | ---------------- | ---------------- | ---------------- | ---------------- | ---------------- | ---------------- | ---------------- |
| ÖVP                                                       | 1170             | 55               | 12               | 1283             | 51               | 11               | 1230             | 51               | 12               | 172              | 63               | 6                | 1436             | 62               | 14               | 205              | 73               | 7                | 1378             | 61               | 14               | 191              | 73               | 7                |
| SPÖ                                                       | 401              | 19               | 4                | 0582             | 23               | 05               | 0797             | 33               | 07               | 100              | 37               | 3                | 0797             | 34               | 07               | 075              | 27               | 2                | 0642             | 29               | 06               | 070              | 27               | 2                |
| FPÖ                                                       | 371              | 17               | 3                | 0344             | 14               | 03               | 0260             | 11               | 02               | nicht kandidiert | nicht kandidiert | nicht kandidiert | 0088             | 04               | 0                | nicht kandidiert | nicht kandidiert | nicht kandidiert | 0143             | 06               | 01               | nicht kandidiert | nicht kandidiert | nicht kandidiert |
| Die Grünen                                                | 193              | 9                | 2                | 0187             | 07               | 01               | 0102             | 04               | 0                | nicht kandidiert | nicht kandidiert | nicht kandidiert | nicht kandidiert | nicht kandidiert | nicht kandidiert | nicht kandidiert | nicht kandidiert | nicht kandidiert | nicht kandidiert | nicht kandidiert | nicht kandidiert | nicht kandidiert | nicht kandidiert | nicht kandidiert |
| U.N.S. (Unabhängig. Neutral. Sozial für Deutschfeistritz) | nicht kandidiert | nicht kandidiert | nicht kandidiert | 0113             | 05               | 01               | nicht kandidiert | nicht kandidiert | nicht kandidiert | nicht kandidiert | nicht kandidiert | nicht kandidiert | nicht kandidiert | nicht kandidiert | nicht kandidiert | nicht kandidiert | nicht kandidiert | nicht kandidiert | nicht kandidiert | nicht kandidiert | nicht kandidiert | nicht kandidiert | nicht kandidiert | nicht kandidiert |
| Menschen für Menschen                                     | nicht kandidiert | nicht kandidiert | nicht kandidiert | nicht kandidiert | nicht kandidiert | nicht kandidiert | nicht kandidiert | nicht kandidiert | nicht kandidiert | nicht kandidiert | nicht kandidiert | nicht kandidiert | nicht kandidiert | nicht kandidiert | nicht kandidiert | 78               | 3                | 0                | nicht kandidiert | nicht kandidiert | nicht kandidiert | nicht kandidiert | nicht kandidiert | nicht kandidiert |
| Wahlbeteiligung                                           | 60 %             | 60 %             | 60 %             | 74 %             | 74 %             | 74 %             | 77 %             | 77 %             | 77 %             | 91 %             | 91 %             | 91 %             | 76 %             | 76 %             | 76 %             | 87 %             | 87 %             | 87 %             | 79 %             | 79 %             | 79 %             | 85 %             | 85 %             | 85 %             |

### Bürgermeister
- seit 2011 Michael Viertler (ÖVP)

### Wappen
Wegen der Gemeindezusammenlegung verlor das Wappen mit 1. Jänner 2015 seine offizielle Gültigkeit.
Die Wiederverleihung erfolgte mit Wirkung vom 15. Juni 2016.

Die Blasonierung lautet:
„In rotem Schild über silbernem, je dreifach gespitztem Dreiberg springend ein goldener Hirsch mit einem goldenen beblätterten Zweig im Äser.“

## Persönlichkeiten

### Ehrenbürger der Gemeinde
- 2014: Wilma E. Schmidt-Högl (* 1949), Historikerin
- Hannes Bammer (1922–2017), Landesrat a. D.
- Rudolf Klug (1865–1950), Forstrat in Schloss Waldstein

### Söhne und Töchter der Gemeinde
- Peter Tunner (1809–1897), Eisenhüttenpionier
- Victor Franz Hess (1883–1964), Physiker und Nobelpreisträger
- Vincenz Liechtenstein (1950–2008), österreichischer Politiker, Enkel von Kaiser Karl I.
- Rudolf Egger (* 1959), Pädagoge und Hochschullehrer
- Marie-Theres Härtel (* 1983), Musikerin

### Personen mit Bezug zu Deutschfreistitz
- Ernst Fischer (1899–1972), österreichischer Schriftsteller und Politiker (Bildungsminister), gestorben in Deutschfeistritz